# Jim Les
James Allen „Jim” Les (ur. 18 sierpnia 1963 w Niles) – amerykański koszykarz, występujący na pozycji obrońcy, aktualnie trener University of California, Davis.

## Osiągnięcia
NCAA
- Finalista turnieju MVC (1986)[1]
- Zawodnik Roku Konferencji Missouri Valley (1986)[1]
- Laureat nagrody Frances Pomeroy Naismith Award (1986)[1]
- Wybrany do składy All-Missouri Valley Conference First Team (1986)[2]
- Zaliczony do:[1]
  - Bradley Athletics Hall of Fame (1988)
  - Illinois Basketball Coaches Association Hall of Fame
  - Greater Peoria Sports Hall of Fame
  - Chicagoland Sports Hall of Fame

Inne
- Finalista ligi WBL (1988)[3]
- Finalista ligi CBA (1994)[4]
- Wybrany do składu All-WBL (1988)[3]
- Lider WBL w skuteczności rzutów za 3 punkty (1988)[3]
- Zawodnik tygodnia WBL (5.06.1988)[3]

NBA
- Lider NBA w skuteczności rzutów za 3 punkty (1991)[5]
- Finalista konkursu rzutów za 3 punkty, organizowanego w ramach NBA All-Star Weekend (1992)[1]

Trenerskie
- Finalista ligi CBA (1994 – asystent)[4]